# Рольф Кемлер
Рольф Кемлер (нім. Rolf Kemler, нар. 13 лютого 1945, Бургаун) — німецький науковець з біології розвитку та колишній директор Інституту імунобіології Макса Планка у Фрайбурзі.

## Біографія
Рольф Кемлер вивчав ветеринарну медицину у Гіссенському університеті, де здобув докторську ступінь в 1973 році. В 1974 — 1981 працював аспірантом у Парижі в інституті Пастера під орудою Франсуа Жакоб. В 1981 — 1987 Рольф Кемлер був керівником лабораторії Фрідріха Мішера товариства Макса Планка у Тюбінгені та хабілітувався в 1985 році з біології розвитку та імунобіології. В 1987 — 1992 очолював робочу групу в Інституті іммунобіології та епігенетики Макса Планка у Фрайбурзі, де в 1992 році був призначений директором відділу молекулярної ембріології та очолював її до відставки в 2013 році.

## Нагороди та визнання
- 1992: Премія Макса Планка
- 1995: Gay-Lussac Humboldt Prize[en]
- 2020: Міжнародна премія Гайрднера[1]
- Член Європейської організації молекулярної біології